# Setoxylobates principalis
Setoxylobates principalis är en kvalsterart som först beskrevs av Berlese 1916.  Setoxylobates principalis ingår i släktet Setoxylobates och familjen Protoribatidae. Inga underarter finns listade i Catalogue of Life.